# Polk County (Arkansas)
Polk County is een county in de Amerikaanse staat Arkansas.
De county heeft een landoppervlakte van 2.226 km² en telt 20.229 inwoners (volkstelling 2000). De hoofdplaats is Mena.